# منتانوا تمنتسا
منتانوا تمنتسا (نام علمی: Montanoa tomentosa) نام یک گونه از تیره کاسنیان است.